# Плотников, Иван Николаевич (городской голова)
Иван Николаевич Плотников (1857 — после 1917) — астраханский городской голова, член Государственного совета по выборам.

## Биография
Православный. Потомственный почетный гражданин. Землевладелец Астраханского уезда (1818 десятин), домовладелец Астрахани.
Образование получил в Санкт-Петербургском технологическом институте, курс которого окончил в 1878 году со званием инженера-технолога. Вскоре по окончании института вернулся в Астрахань, где посвятил себя общественной службе по выборам. С 1882 года избирался гласным Астраханской городской думы, с 1893 года — членом городской управы. В 1894 году был избран городским головой, в каковой должности пробыл до 1905 года, когда оставил её по собственному желанию. За это время в городе были сооружены: собор Святого Владимира, гостиный двор, электрический трамвай, три новых моста, пять ночлежных домов и две дешевых столовых, больница, богадельня и многое другое. Одновременно состоял почетным блюстителем 5-го женского приходского училища, почетным попечителем Астраханского реального училища, директором Астраханского губернского попечительного о тюрьмах комитета и председателем городской училищной комиссии.
В 1904 году определился на службу в качестве сверхштатного техника строительного комитета отделения Астраханского губернского правления и в следующем году был назначен младшим инженером строительного отделения названного правления. В 1906 году оставил последнюю должность вследствие болезни, в 1907 году был избран почетным мировым судьей. В 1909 году был вновь избран астраханским городским головой, в каковой должности пробыл до 1912 года, когда был уволен по прошению.
8 сентября 1909 года избран членом Государственного совета от съезда землевладельцев Астраханской губернии на место выбывшего П. П. Баранова (в 1912 году — переизбран). Входил в группу правого центра. Был членом нескольких особых комиссий по законопроектам. 15 сентября 1915 года избран в Государственный совет от Астраханского губернского земства.
Судьба после 1917 года неизвестна. Был женат.

## Награды
- Орден Святого Станислава 3-й ст. (1896)
- Орден Святой Анны 3-й ст. (1902)
- Орден Святого Станислава 2-й ст. (1906)
- Орден Святой Анны 2-й ст. (1910)
- Орден Святого Владимира 4-й ст. (1915)